# 은사기념과학관
은사기념과학관(恩賜記念科學館)은 한반도 최초의 과학관이다. 국립중앙과학관의 전신이다.
1925년 일본 천황의 은사금 17만 엔을 자본금으로 1926년 10월부터 개관이 준비되어 1927년 5월 10일 남산 왜성대 총독부 구청사에 14개 상설전시관이 개관되었다. 초대 관장은 해군 군인 시게루마 기이치였고 실무 담당자는 주사 이와사 시코지였다.
은사기념과학관은 천황의 자금에 의해 총독부 주도로 일본 우에노 과학관을 전범으로 삼아 건설된 과학관으로서, 일본의 과학기술과 공업성취를 선전하는 역할을 했다. 일제는 은사기념과학관을 통해 신흥 과학 국가 일본을 선전하기 위해 '믿거나 말거나' 식으로 '세계 제일 일본산'을 선전하는데 집중했다. 그러나 전시관은 식민지 개발과 산업 발전에 쓰이는 도구와 기계 및 생산물을 전시하고 있어 과학관이라기 보다는 '일본 산업 홍보관'에 가까웠다.
1940년 이후에는 전시체제에 편입되어 방공 기술 등 군사기술을 전시하기도 했다.
사실 일제가 조선 민중에게 전하려던 과학 지식은우생학과 시이비 과학 이념이었다. 특히 은사기념과학관은 괴학 기술의 혜택이 천황과 일본의 은사에서 비롯된 것임을 인식시키는 한편 식민지 민중의 호기심을 자극해 과학 기술에 대한 선망을 불어넣었다. 이것이 일제가 식민지에 편 과학 정책이다.
1945년 기준 면적 3,000 평에 전시물은 11만 점이 소장되어 있었으나 한국전쟁 와중 모두 전소하였다.

## 참고 자료
- 정인경 (2005년 12월). “은사기념과학관(恩賜記念科學館)과 식민지 과학기술”. 《과학기술학연구》 (한국과학기술학회) 5: 69–95.